# Guitar Wolf
Guitar Wolf är ett japanskt rockband bildat 1987. De är kända för sin snabba och högljudda blandning av garagerock och punkrock, av bandet själva kallad "Jett Rock 'n' Roll".
Originaluppsättningen av bandet bestod av gitarristen Seiji, basisten Billy och trummisen Toru. Billy avled dock 2005 och ersattes av U.G.

## Diskografi
- 1993 – Wolf Rock!
- 1994 – Kung Fu Ramone
- 1994 – Run Wolf Run
- 1995 – Missle Me!
- 1997 – Planet of the Wolves
- 1999 – Jet Generation
- 2000 - Live!!
- 2000 – Rock 'n' Roll Etiquette
- 2003 – UFO Romantics
- 2004 – Loverock
- 2007 – Dead Rock